# Höegh Autoliners
Höegh Autoliners er et norsk RoRo-rederi med hovedsæde i Oslo. Selskabet er en af de førende globale spillere indenfor transport af køretøjer til søs.
Rederiet blev etableret i 1970, og har siden 2000 haft Leif Höegh & Co som hovedaktionær. I 2008 overtog A.P. Møller - Mærsk 38,75 % af aktierne i Höegh Autoliners.
I 2013 transporterede Höegh over to millioner rullende enheder, og havde cirka 3.500 havneanløb.

## Historie
Som en konsekvens af at rederiet Leif Höegh & Co ville udvide sine shippingaktiviteter, dannede man i 1970 et joint venture med Ugland, og etablerede rederiet Höegh-Ugland Auto Liners I 2000 overtog Leif Höegh alle aktierne i selskabet, og omdøbte i 2005 selskabet til det nuværende, Höegh Autoliners.
I 2003 overtog tredje generation af Höegh familien kontrollen med selskabet. Fætrene Leif O. Höegh og Morten Höegh overtog de resterende aktier som familien og Leif Höegh & Co ikke ejede i forvejen, og afnoterede derefter rederiet på børsen. Rederiet blev i 2006 delt op i to separate selskaber, da man valgte af flytte alt fragt af flydende naturgas over i det nye Höegh LNG.
Höegh Autoliners erhvervede 1. januar 2008 12 bilskibe og seks nybygninger fra danske A.P. Møller - Mærsk, der samtidig fik 38,75 procent af aktierne i Höegh Autoliners. Samme år flyttede man sine aktiviteter fra Bermuda til Norge, da den norske stat havde indført en mere lempelig beskatning for rederier.
Rederiet havde i marts 2014 en flåde på 67 skibe.